# ヨーロッパヤマネコ
ヨーロッパヤマネコは、食肉目ネコ科ネコ属に分類される動物。家畜化されたイエネコと近縁で、イエネコやその起源と考えられるリビアヤマネコを亜種として含める場合もあるが、本項目では特に断らない限りヨーロッパに生息する野生種について述べる。

## 形態
リビアヤマネコやイエネコと比べ体格が大きく、分厚い毛と身体の大きさが大きな特徴となっている。黒い縞の入った中間調の褐色で、体長45-80センチメートル、体重3-8キログラム、尾長は30センチメートルほどである。

## 生態
主に広葉樹混交林に生息しているが、草原やステップ、あるいは河畔林や沼沢地などにも出現する。ピレネー山脈では2,250mの高地で発見されている。その一方で、通常は人間の手の入った耕地や集落を避ける。
基本的には夜行性だと考えられているが、人間の活動が少ない地域では日中にも活動している。単独で生活し、行動圏は1平方キロメートルから、広い場合で9平方キロメートルに及び、雄のほうが広い傾向にある。木登りは上手であるが、狩りは地上で獲物を付け狙い急襲する。齧歯類（げっしるい）のほか、ウサギがいればそれも主要な獲物となる。他にモグラ、鳥類、昆虫、カエル、トカゲ、イタチなども捕食する。繁殖期は冬の終わりごろで、70日弱の妊娠期間を経て春先に出産する。4か月程度で離乳して徐々に狩りを覚え、遅くても10か月で独り立ちして性的にも成熟する。

## 分布
かつてはフェノスカンジアを除くヨーロッパ全域に分布していたが、18世紀末から20世紀中頃にかけて大きく減少し、その後やや回復した地域もあるがそれ以外では根絶したと考えられている。各地でイエネコとの交雑が進んでいるが、東欧の集団は比較的純血に近いと考えられている。
北限はスコットランドだが、グレートブリテン島の他の地域では既に見られない。ヨーロッパ本土ではアルデンヌ周辺とピレネー山脈からイベリア半島にかけて、カルパティア山脈、ジュラ山脈、イタリア半島からバルカン半島にかけてとシチリア島に分布している。

## 分類
ヨーロッパヤマネコは更新世の化石記録にあるFelis lunensisから分化したものと考えられている。
ヨーロッパヤマネコと近縁なヤマネコ類には、遺伝学的に異なる五つの集団（右図）が存在していることが知られている。この内どれをヨーロッパヤマネコの亜種としどれを独立種とするか、また家畜化されたイエネコを独立の種または亜種とみなすかどうかは見解が一致していない。これらを全てヨーロッパヤマネコの亜種とする場合もあり、逆に全てを独立種とする見解もある。あるいはsilvestrisは長期にわたって分布域が分断され生態や形態からも明確に区別ができることから別種とし、またbietiはornataと同所的であるにもかかわらず明瞭に区別できることからやはり別種とする見解もある。
以下の分類はIUCN SSC Cat Specialist Group (2017) に従っており、silvestrisをその他四つの集団とは別種としている。
- Felis silvestris
  - F. s. silvestris Schreber, 1777
ヨーロッパ（スコットランド、シチリア島、クレタを含む）
  - F. s. caucasica Satunin, 1905 コーカサスヤマネコ[16] Caucasian wildcat[5]
トルコ、コーカサス地方

残り4集団については以下の各記事を参照のこと。
- Felis lybica
  - F. l. lybica リビアヤマネコ Near Eastern wildcat
  - F. l. cafra アフリカヤマネコ Southern African wildcat
  - F. l. ornata ステップヤマネコ Central Asian wildcat
- Felis bieti ハイイロネコ Chinese desert cat

これら以外にも、過去には非常に多くの地域的な亜種が記載されているが、実態がつまびらかになっているものはほとんどない。

### イベリア半島の集団
イベリア半島では、ドゥエロ川とエブロ川の北に住むヨーロッパ型と、その他の地域に住む大型のイベリア型で過去にF. s. tartessiaといわれる別の亜種と考えられていた種類と、大きく分けて2種類のタイプが生息している。イベリア型の雄は最大で体長65センチメートル、尾長34.5センチメートル、体重7.5キログラムにまで及ぶ。彼らはまた、あまり広がっていない縞模様と体格に応じて大型の犬歯を持ち、ドゥエロ川・エブロ川以北のグループが小型齧歯類を餌とするのに対し、イベリア型はウサギ類を捕食する割合が高い。古生物学者のビョーン・クーテン博士は著書の「ヨーロッパにおける更新世哺乳類」（1963）の中で、このいわゆるイベリア型亜種は更新世の氷期にヨーロッパ全土で見られた体型と大きさを特異的に保持しているのだと記している。両タイプの生息環境も異なり、北部のヨーロッパ型が主に落葉性のヨーロッパナラ(Quercus robur)の森林に棲むのに対し、南部のイベリア型は常緑性のセイヨウヒイラギガシ(Quercus ilex)の森に棲む。スペインやポルトガルは西ヨーロッパでも特にヤマネコの生息数が多いとされているが、この地域では野猫との交配による危機で生息場所も失っている。

## 学名
属名Felisはネコ、種小名silvestrisは「森の」の意。
命名規約上の学名の起点以降、ヨーロッパヤマネコをFelis silvestrisと呼んだのは1762年のマチュラン・ジャック・ブリソンが最初であるが、彼の著作は二名法を採用していないためこれは学名として不適格とされる。これに続いてヨハン・クリスチアン・フォン・シュレーバーが1777年にFelis (catus) silvestrisとしたのが現在まで使われている。困ったことにシュレーバーは先行して図譜を出版しており、1775年刊行のヨーロッパヤマネコの図にはFelis Catus Linn. ferusと記されている。命名法上の原則によれば種小名ferusに先取権があることになるが、これはほとんど用いられたことがなく不合理である。そこで1957年にICZNの強権により、種小名ferusの先取権を抑制し種小名silvestrisが有効名とされた。
イエネコの起源はリビアヤマネコであり、これらはヨーロッパヤマネコの亜種とされることもある。その場合イエネコを含むヨーロッパヤマネコの学名は、記載が古いFelis catusとなるのが命名法上の原則である。しかしこれを原則どおりに運用すると様々な支障が出ることから、2003年にICZNの強権によりイエネコを含める場合でもヨーロッパヤマネコの学名としてFelis silvestrisを使用することが認められた。これにより、イエネコを含めるか否かという分類学的判断にかかわらず、ヨーロッパヤマネコの学名としてFelis silvestrisを使用できる。

## 人間との関係
イエネコとの競合や感染症の伝搬・遺伝子汚染、交通事故、害獣としての駆除などにより生息数が減少している。1977年にネコ科単位でワシントン条約附属書IIに掲載されている。
イエネコの起源と考えられるリビアヤマネコを本種の亜種と位置づける場合もあり、その場合は本種はイエネコの原種であるということができる。